# Aegiochus incisus
Aegiochus incisus is een pissebed uit de familie Aegidae. De wetenschappelijke naam van de soort werd in 1879 gepubliceerd door Schiödte & Meinert.